# Batalha Naval de Guadalcanal
A Batalha Naval de Guadalcanal, também chamada de Terceira e Quarta Batalha de Ilha Savo, Batalha das Solomão, Batalha da Sexta-Feira 13, ou, em Japonês, a Terceira Batalha do Mar de Salomão (第三次ソロモン海戦, Dai-san-ji Soromon Kaisen), aconteceu entre os dias 12 e 15 de novembro de 1942, e teve um compromisso decisivo em outras batalhas navais dos Aliados (principalmente os Estados Unidos) contra as forças Japonesas durante longos meses na Batalha de Guadalcanal nas Ilhas Salomão durante a Segunda Guerra Mundial. A guerra consistiu em ataques aéreos e navais combinados durante quatro dias, muito perto de Guadalcanal e tudo relacionado com um esforço japonês para reforçar as forças terrestres na ilha. Os únicos dois almirantes da Marinha Americana a ser mortos em um compromisso superfície na guerra foram perdidos nessa batalha.
Forças aliadas, principalmente para os EUA, havia desembarcado em Guadalcanal em 7 de agosto de 1942 e apreendeu um aeródromo, mais tarde chamado Henderson Field, que estava em construção pelos militares japoneses. Houve várias tentativas subsequentes pelo Exército Imperial Japonês e da Marinha, utilizando reforços entregues a Guadalcanal por navio, para recapturar o campo de pouso, o que acabou por fracassar. No início de novembro de 1942, os japoneses organizaram um comboio de transporte para levar 7 mil tropas de infantaria e seus equipamentos para Guadalcanal para tentar mais uma vez para retomar o aeródromo. Várias forças navio de guerra japoneses foram designados para bombardear Henderson campo com o objetivo de destruir aviões aliados que representam uma ameaça para o comboio. Aprender do esforço de reforço japonês, as forças americanas lançaram ataques de aviões e navios de guerra para defender Campo Henderson e prevenir as tropas terrestres japonesas de alcançar Guadalcanal.
Na batalha resultante, ambos os lados perderam numerosos navios de guerra em dois acoplamentos de superfície extremamente destrutivo à noite. No entanto, os EUA conseguiram voltar atrás tentativas pelos japoneses para bombardear Henderson Field com navios de guerra. Aviões aliados também afundou a maioria dos transportes de tropas japonesas e impediram a maioria das tropas japonesas e equipamentos de alcançar Guadalcanal. Assim, a batalha se voltou última grande tentativa do Japão para desalojar as forças aliadas de Guadalcanal e Tulagi nas proximidades, resultando em uma vitória estratégica para os EUA e seus aliados e decidir o resultado final da campanha de Guadalcanal em seu favor.